# Вьевинь
Вьеви́нь (фр. Viévigne) — коммуна во Франции, находится в регионе Бургундия. Департамент коммуны — Кот-д’Ор. Входит в состав кантона Мирбо-сюр-Без. Округ коммуны — Дижон.
Код INSEE коммуны — 21682.

## Население
Население коммуны на 2010 год составляло 213 человек.
| 1962 | 1968 | 1975 | 1982 | 1990 | 1999 | 2010 |
| ---- | ---- | ---- | ---- | ---- | ---- | ---- |
| 184  | 159  | 164  | 139  | 171  | 202  | 213  |

## Экономика
В 2010 году среди 145 человек трудоспособного возраста (15—64 лет) 118 были экономически активными, 27 — неактивными (показатель активности — 81,4 %, в 1999 году было 75,2 %). Из 118 активных жителей работали 107 человек (60 мужчин и 47 женщин), безработных было 11 (5 мужчин и 6 женщин). Среди 27 неактивных 7 человек были учениками или студентами, 14 — пенсионерами, 6 были неактивными по другим причинам.